# Lachnaia cylindrica
Lachnaia cylindrica  (лат.) — вид листоедов (Chrysomelidae) из подсемейства клитрины (Clytrinae). Встречается на Пиренейском полуострове, на юге Франции, юге Италии, в Сицилии и Алжире.